# Instytut Politechniczny i Rolniczo-Leśny

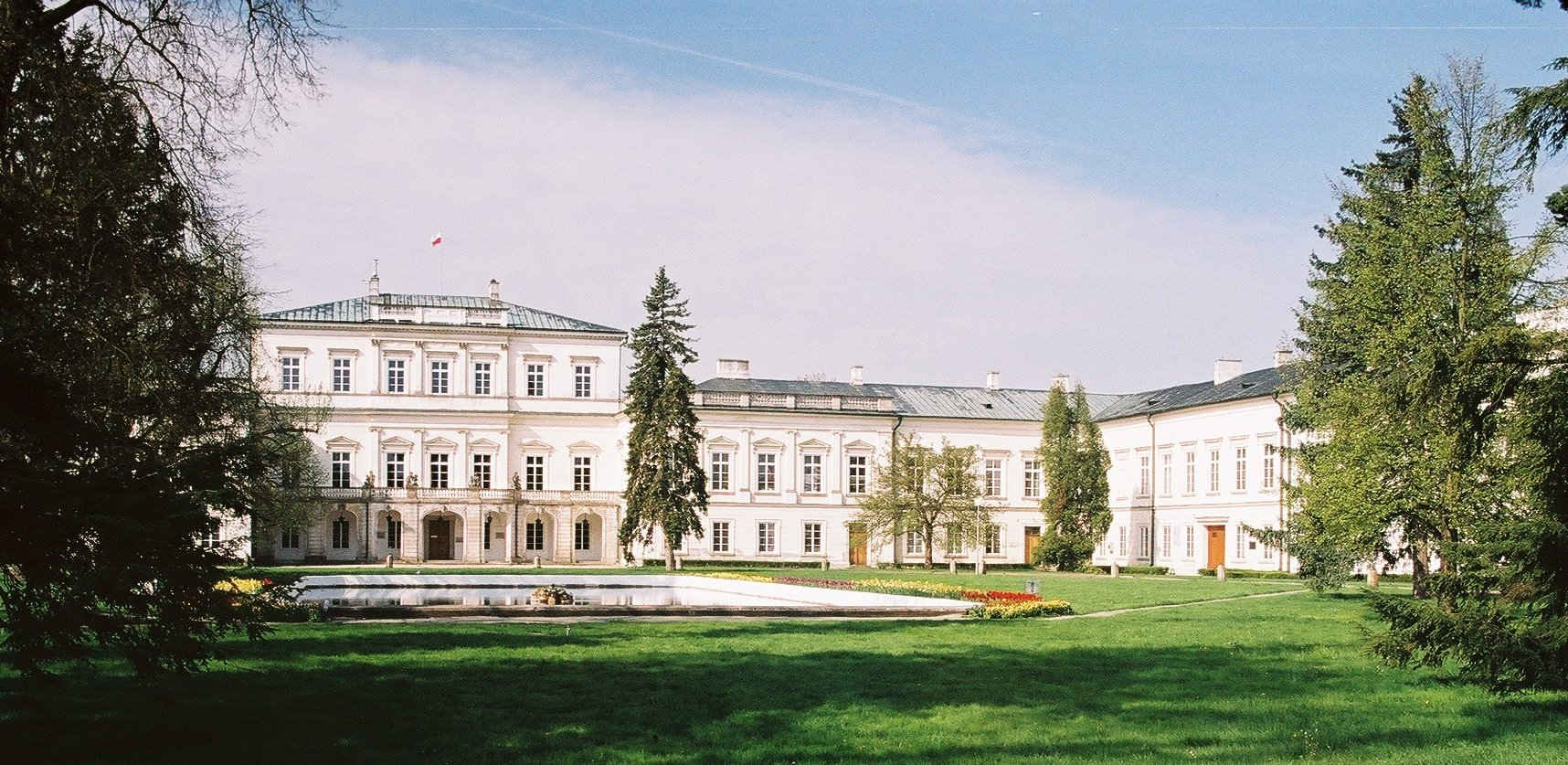
Pałac Czartoryskich w Puławach – siedziba Instytutu Politechnicznego i Rolniczo-Leśnego; widok współczesny

Instytut Politechniczny i Rolniczo-Leśny – polska wyższa szkoła zawodowa, istniejąca w Puławach (ówczesna nazwa – Nowa Aleksandria) pod zaborem rosyjskim, w latach 1862–1869.
Instytut został utworzony na bazie Instytutu Gospodarstwa Wiejskiego i Leśnictwa (dawnego Agronomicznego) w Marymoncie koło Warszawy oraz Gimnazjum Realnego, mieszczącego się wcześniej w Pałacu Kazimierzowskim w Warszawie, z których do Puław przeniesiono personel i całe wyposażenie.
Mieścił się w przejętym przez rząd carski po powstaniu listopadowym pałacu Czartoryskich, w którego pomieszczeniach wcześniej mieścił się, przeniesiony w 1862 do Warszawy, Aleksandryjski Instytut Wychowania Panien. Językiem wykładowym w nowej uczelni był język polski. Uczelnia składała się z 5 wydziałów: rolniczego, leśnego, mechanicznego, inżynierii cywilnej i chemiczno-górniczego. Studia na wydziale rolniczym i leśnym miały trwać 2 lata, a na pozostałych – 3 lata. W 1862, na pierwszy rok studiów, zapisało się 356 słuchaczy.
Zajęcia w uczelni trwały tylko 3 miesiące, gdyż po wybuchu powstania styczniowego władze rosyjskie zamknęły Instytut dla studentów w styczniu 1863. W krótkim okresie swojej działalności dydaktycznej instytut stał się ośrodkiem patriotycznej konspiracji młodzieży polskiej, a wielu jego studentów (m.in. Adam Chmielowski, czyli późniejszy Brat Albert, i Maksymilian Gierymski) wstąpiło do oddziału powstańczego Leona Frankowskiego.
Po przerwaniu działalności dydaktycznej Instytut kontynuował działalność naukową. Jednocześnie pojawił się projekt władz rosyjskich podzielenia Instytutu Politechnicznego i Rolniczo-Leśnego na 2 oddzielne uczelnie: Instytut Rolniczo-Leśny, z siedzibą nadal w Puławach, oraz Instytut Politechniczny, który miał być przeniesiony do Łodzi. Ostatecznie, na skutek sprzeciwu carskiego ministra oświaty Dmitrija Tołstoja, Instytut Politechniczny nie został powołany, a Instytut Politechniczny i Rolniczo-Leśny w Puławach przekształcono w 1869 w Instytut Gospodarstwa Wiejskiego i Leśnictwa z rosyjskim językiem wykładowym.